# Магнолија (Арканзас)
Магнолија (енгл. Magnolia) град је у америчкој савезној држави Арканзас.

## Демографија
По попису из 2010. године број становника је 11.577, што је 719 (6,6%) становника више него 2000. године.
| Група             | 2000.         | 2010.         |
| Белци             | 6.265 (57,7%) | 6.174 (53,3%) |
| Афроамериканци    | 4.276 (39,4%) | 4.852 (41,9%) |
| Азијати           | 71 (0,7%)     | 144 (1,2%)    |
| Хиспаноамериканци | 116 (1,1%)    | 256 (2,2%)    |
| Укупно            | 10.858        | 11.577        |